# سیارک ۲۱۴۲۶
سیارک ۲۱۴۲۶ (به انگلیسی: 21426 Davidbauer، نامگذاری:1998FP93) بیست و یک هزار و چهارصد و بیست و ششمین سیارک کشف شده‌است که در ۲۴ مارس ۱۹۹۸ کشف شد.
قدر مطلق سیارک برابر ۸.۹ است.